# 12493 Minkowski
12493 Minkowski eller 1997 PM1 är en asteroid i huvudbältet som upptäcktes den 4 augusti 1997 av den italiensk-amerikanske astronomen Paul G. Comba vid Prescott-observatoriet. Den är uppkallad efter den tyske fysikern och  matematikern Hermann Minkowski.
Den tillhör asteroidgruppen Hygiea.